# Weerstoren (Venlo)
De Weerstoren was een van de vestingtorens rondom de Nederlandse vestingstad Venlo.
De toren lag aan de stadsmuur aan de Maaszijde, direct ten noorden van de Blodaartstoren. De Weerstoren werd voor het eerst vermeld in 1376 en lag toen tegenover het stadsbussenhuis. De toren was ook in gebruik als opslagplaats voor kanonskogels.
Tijdens opgravingen in de jaren 2002-2005 is de Weerstoren teruggevonden. Het ging om een halfronde toren met een uitwendige doorsnede van 4,65 meter en een muurdikte van 94-97 centimeter. Het bleek dat de toren koud tegen de uit 1343 daterende stadsmuur aan was gemetseld en dus van een jongere datum moest zijn dan de stadsmuur. Uit het onderzoek kwam naar voren dat er bij de bouw van de stadsmuur kennelijk wel rekening was gehouden met de aanleg van een toren, gezien de specifieke locatie van de steunberen aan de binnenzijde; uiteindelijk is de toren dus in een later stadium - maar vóór 1376 - gebouwd, tegen de bestaande muur aan.
De Weerstoren was al afgebroken vóór de sloop van de vestingwerken die vanaf 1874 in Venlo plaatsvond. Waarschijnlijk stond de toren in het schootsveld van een zuidelijker gelegen bastion en was een vroegtijdige afbraak daarom noodzakelijk.